# Phù sa
Phù sa (hay Illuvi) là các thể vật liệu đất cát hay cặn, dạng nhỏ mịn hoặc hòa tan, được cuốn trôi theo dòng nước hoặc lắng đọng lại ở bờ sông, bãi bồi.

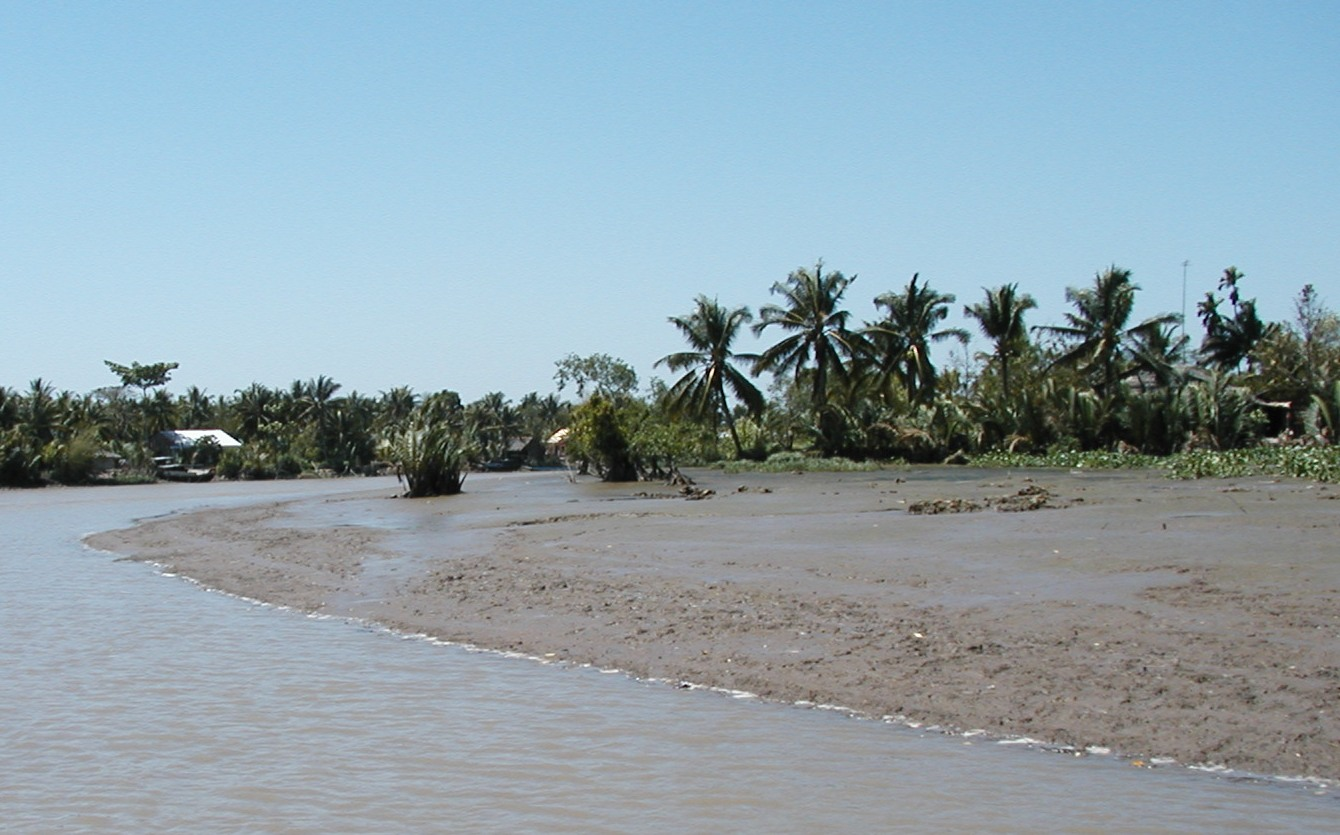
Phù sa bồi tích ở châu thổ Mekong, Việt Nam

Nguồn gốc vật liệu của phù sa là sản phẩm phong hóa của các loại đất đá, bị vụn bở, và được nước mưa di chuyển đi theo các dòng nước. Phù sa là vật liệu tạo nên các dạng địa hình bồi tích ở vùng hạ lưu sông (đồng bằng) .
Có thể phân loại phù sa theo các tiêu chí khác nhau:
- Theo hình thức vận chuyển gồm hai loại là phù sa đáy và phù sa lơ lửng.
- Theo vị trí bồi tích gồm có phù sa lòng sông và phù sa phi-lòng sông. Phù sa phi-lòng sông lại có thể chia thành:
  - Phù sa bãi bồi
  - Phù sa hồ móng ngựa.

Phù sa cổ nói chung là bồi tích trong lòng sông cổ. Phù sa lòng sông nói chung là dạng phù sa đáy trong khi phù sa phi-lòng sông chủ yếu là phù sa lơ lửng.
Sự dịch chuyển phù sa là bản chất của các quy trình lòng sông.
Suốt chiều dài dòng nước bất kể lớn hay nhỏ, thủy lưu đều có khả năng nhấc cuốn và nhả phù sa. Phù sa bị cuốn theo thủy lưu khi tốc độ dòng nước tương đối cao. Khi nước chậm lại thì phù sa thường lắng xuống đáy dòng. Dần dà lượng phù sa tụ lại lớn đủ để bồi lên một bình nguyên.

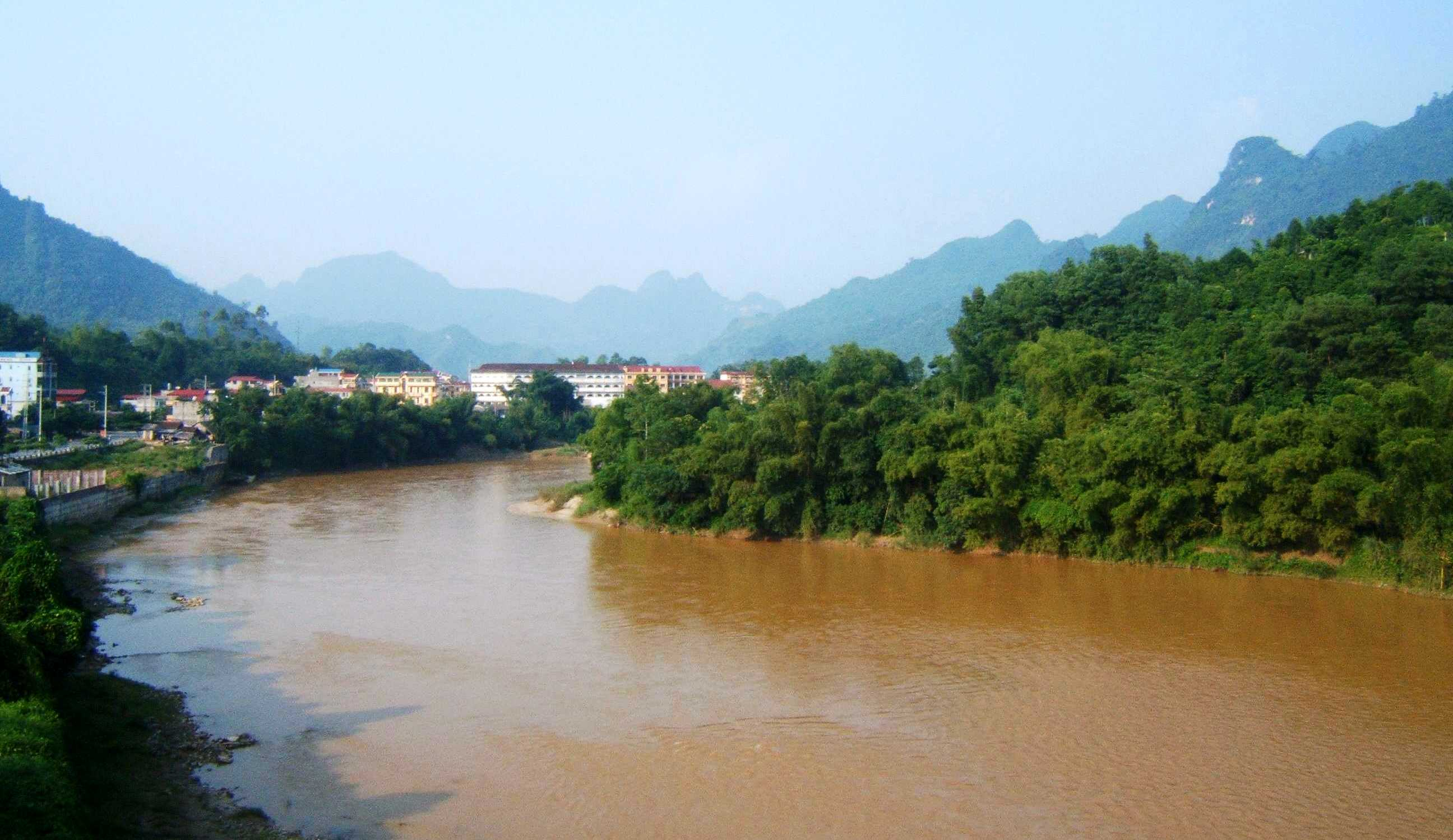
Nước sông Lô mùa lũ đỏ nặng phù sa

Lượng phù sa do sông lớn vận chuyển rất đáng kể, thường tạo thành màu nước sông như sông Hồng ở Việt Nam có sắc nước màu nâu sành; sông Mississippi ở Bắc Mỹ, có biệt danh là "Big Muddy" (có nghĩa là sông Bùn lớn); và sông Hoàng Hà ở Trung Hoa sắc nước vàng ngầu. Sông Mississippi hằng năm đổ 406 triệu tấn phù sa ra biển còn sông Hoàng Hà thì đưa lượng phù sa còn lớn hơn nữa: 796 triệu tấn.
Phù sa thường có nhiều khoáng chất quý như vàng và bạch kim cùng những loại đá quý .
Về mặt canh nông, đất phù sa có tiếng là màu mỡ. Châu thổ sông Nin qua nhiều thiên niên kỷ kể từ thể kỷ thứ tư trước Công Nguyên đã cung ứng mùa màng thóc lúa mà không cần thêm phân bón.